# Johannes Kitzow
Johannes Kitzow, auch Kizou, als Abt Johannes IX. (* 1594 vermutlich in Herford; † 28. November 1657 in Mönchehof bei Kolenfeld), war ein deutscher Theologe und Abt des Klosters Loccum.

## Leben
Geboren wurde er als Sohn des Albrecht Kitzow, Stiftspastor in Minden, und dessen Ehefrau Anna geb. Güssen. Nach dem Studium der Theologie wurde er 1629 zum Nachfolger des verstorbenen Abtes Theodor Stracke, den er schon seit 1627 als sogen. Koadjutor vertreten hatte.
Seine Amtszeit fiel in die unsichere Zeit des Dreißigjährigen Krieges. Ein Jahr nach seiner Einführung wurde mit dem Erstarken der kaiserlichen Truppen durch kaiserliches Dekret die Rückführung des Klosters in katholische Obrigkeit verfügt. Da Kitzow nicht konvertieren wollte, wurde er abgesetzt und nacheinander zwei katholische Äbte eingesetzt, Johannes Scherenbeck und Bernhard Luerwald. Kitzow lebte auf dem Mönchehof bei Kolenfeld. Erst als Gustav Adolf an Einfluss gewann und sich die Lage der Evangelischen wieder besserte, konnte Kitzow sein Amt 1634 wieder übernehmen, das er fortan bis zu seinem Tod innehatte.
Im Zuständigkeitsbereich des Klosters Loccum gab es zwischen 1581 und 1661 insgesamt 54 belegte Verfahren wegen angeblicher Hexerei. Eine größere Hexenprozesswelle 1638 fiel in Kitzows Amtszeit.
Sein Nachfolger als Abt wurde Johann Kotzebue, der seit 1655 sein Koadjutor gewesen war.
Seine (zweite?) Ehefrau Elisabeth geb. Müller (gest. 5. August 1672), Tochter des Oberamtmannes Heinrich Müller (1586–1664), die er mit fürstlichem Dispens des Herzogs am 29. Oktober 1637 heiratete, durfte nicht in einer geringeren Entfernung als zwei Meilen vom Kloster wohnen, weshalb sich auch der Abt meistens weiterhin auf dem Mönchehof aufhielt. Das Paar hatte fünf Kinder; der Sohn Levin Christoph (1642–1718) war Konventual in Loccum und wurde Pastor in Großgoltern.
Kitzows Grab befindet sich in der nordöstlichen Ecke des Kapitelsaales im Kloster. Die Inschrift der Grabplatte rühmt seine „Frömmigkeit, Klugheit und Treue, die er in den schwierigen Kriegs- und Friedenszeiten dem Kloster, der Provinz und dem Fürsten bewiesen“.